# 珠算名人位決定戦
珠算名人位決定戦（しゅざんめいじんいけっていせん）は、日本珠算連盟が主催する珠算界の最高峰を決定する珠算の競技会である。勝者には「珠算名人」の称号が与えられる。

## 概要
- 隔年（西暦偶数年）の11月下旬ごろに各地の持ち回りで開催される。
- 午前中に1回戦（予選）を総合競技形式で行い、その上位15名と前回名人が午後のトーナメントに進める。
- トーナメントでは7種目（乗算・除算・見取算・伝票算・乗暗算・除暗算・見取暗算）中4種目先取した時点で勝ちとなり勝ち残っていく。

## 参加資格
(2021年名人位決定戦現在）
- 日本珠算連盟主催段位認定試験の珠算総合八段かつ暗算総合八段以上の取得者。
- 小学生においては、同四段以上の取得者。

## 競技方法
(2008年名人位決定戦現在）
1．予選（1回戦）　前回名人を除く参加者で次の順で7種目を制限時間内に行い、1種目100点満点で採点し700点満点の合計点の上位31名を選ぶ。問題の程度（いずれも紙に印刷してあり、答えを3桁ごとのカンマつきの数字で書く）
| 種目       | 問題数 | 制限時間 | 問題例                                       |
| ---------- | --- | -------- | -------------------------------------------- |
| かけ算     | 20題（無名数1～10問目、名数11～20問目） | 3分      | 521,904×72,951＝ 729.51×495.194＝            |
| かけ算     | 法実合わせて11桁の問題、小数が出てくる問題が約半数、答えが小数の場合は、無名数問題は小数第4位未満、名数問題は円位未満を四捨五入する。                                                           |          |                                              |
| わり算     | 20題（無名数1～10問目、名数11～20問目 余りを出す問題2題） | 3分      | 49,137,665,028÷746,308＝ 0.707806÷0.896354＝ |
| わり算     | 法商合わせて11桁の問題、小数が出てくる問題が約半数、答えが小数の場合は、無名数問題は小数第4位未満、名数問題は円位未満を四捨五入する。 また、2問だけ答えを整数で求め、余りを記入する問題がある。 |          |                                              |
| みとり算   | 10題（うち補数1題） | 3分      | 5桁から11桁の数が縦に15個                    |
| みとり算   | 5桁～11桁で15口、数字数が120字の問題。 10問のうち、6問が加算のみ。4問は15口中5口が引き算。1問だけ答えが負になる。整数の問題のみ。                                                               |          |                                              |
| 伝票算     | 10題 | 3分      | 5桁から9桁の数が書いてある紙を15枚計算       |
| 伝票算     | 5桁～9桁で15口、数字数が100字の問題。加算のみ。 |          |                                              |
| かけ暗算   | 20題（無名数1～10問目、名数11～20問目） | 1分      | 462×391＝ 7,263×65＝ 39×5,936＝              |
| かけ暗算   | 法実合わせて6桁の問題が20問、整数のみ。 |          |                                              |
| わり暗算   | 20題（無名数1～10問目、名数11～20問目） | 1分      | 245,098÷427＝                                |
| わり暗算   | 法商合わせて6桁で整除できる問題が20問、問題も答えも整数のみ。 |          |                                              |
| みとり暗算 | 10題（うち補数1題） | 1分20秒  | 3桁から6桁の数が縦に15個                     |
| みとり暗算 | 3桁～6桁で15口、数字数が60字の問題。 10問のうち、6問が加算のみ。4問は15口中5口が引き算。1問だけ答えが負になる。整数の問題のみ。                                                                 |          |                                              |

2．2回戦以降・・・上位15名と前回名人の16名によるトーナメント戦

　①　問題の程度は予選問題の後半型（かけ算、わり算は名数問題のみ）の問題が7種目あり、問題数や制限時間、競技方法が異なる。
| 種目       | 問題数 | 2・3回戦の 制限時間 | 4回戦以降の 制限時間 | 備考               |
| ---------- | ------ | ------------------- | -------------------- | ------------------ |
| かけ算     | 6題    | 54秒                | 36秒                 | すべて名数の問題   |
| わり算     | 6題    | 54秒                | 36秒                 | すべて名数の問題   |
| みとり算   | 3題    | 54秒                | 36秒                 | 加算2題、加減算1題 |
| 伝票算     | 3題    | 54秒                | 36秒                 |                    |
| かけ暗算   | 6題    | 18秒                | 12秒                 | すべて名数の問題   |
| わり暗算   | 6題    | 18秒                | 12秒                 | すべて名数の問題   |
| みとり暗算 | 3題    | 24秒                | 16秒                 | 加算2題、加減算1題 |

　②　競技の進め方

- 種目の順番はその都度、司会から発表される。
- 2人ずつで対戦し、全問終了したら挙手する。
- 点数の高いほうを勝ちとする。両者満点の場合は、早く挙手したほうを勝ちとし、満点以外の同点の場合は、引き分けとする。
- 日本シリーズと同じように先に4勝したほうが勝ちになり、上位に進める。
- 名人位（1位）を決める時は、最初の種目は抽選、2種目目からは、前の種目で負けた選手が選ぶ。

## 歴代の珠算名人
- 初代名人　松村諭美子（1976年）
- 二代名人　松村諭美子（1978年）
- 三代名人　松村諭美子（1980年）
- 四代名人　西田三智子（1982年）
- 五代名人　西田三智子（1984年）
- 六代名人　西田三智子（1986年）
- 七代名人　波多野優香（1988年）
- 八代名人　波多野優香（1990年）
- 九代名人　波多野優香（1992年）
- 十代名人　波多野優香（1994年）
- 十一代名人　波多野優香（1996年）
- 十二代名人　平野仁志（1998年）
- 十三代名人　土屋宏明（2000年4月16日、京都府京都市、京都テルサ）
- 十四代名人　土屋宏明（2002年7月21日、青森県青森市）
- 十五代名人　土屋宏明（2004年7月25日、奈良県橿原市）[1]
- 十六代名人　土屋宏明（2006年7月23日、福岡県福岡市、パピヨン24）[2]
- 十七代名人　土屋宏明（2008年7月20日、岐阜県岐阜市、長良川国際会議場）[3]
- 十八代名人　土屋宏明（2010年7月18日、茨城県つくば市、つくば国際会議場）[4]
- 十九代名人　土屋宏明（2012年11月25日、広島県広島市、広島国際会議場）[5]
- 二十代名人　土屋宏明（2014年11月30日、東京都江東区、TOC有明）[6]
- 二十一代名人　土屋宏明（2016年11月27日、東京都江東区、TOC有明）[7]
- 二十二代名人　土屋宏明（2018年11月25日、東京都江東区、TOC有明）[8]１０連覇達成。
- 二十三代名人　堀内遥斗（2021年11月28日、東京都墨田区、KFCホール) [9]
- 二十四代　弥谷拓哉

## 珠算永世名人位
本大会において、3期連続で名人位を獲得し、本人の申請があったときは、「珠算永世名人」の称号が与えられる。現在のところ、以下の選手が珠算永世名人位である。
- 初代永世名人　松村諭美子
- 二代永世名人　西田三智子
- 三代永世名人　波多野優香
- 四代永世名人　土屋宏明